# Блуденц
Блуденц град је у Аустрији, смештен у западном делу државе. Значајан је град у покрајини Форарлберг, као седиште истоименог округа Блуденц.

## Природне одлике
Блуденц се налази у западном делу Аустрије, 630 км западно од главног града Беча. Главни град покрајине Форарлберг, Брегенц, налази се 50 km северно од града.
Град Блуденц се сместио у долини реке Ил. Изнад града се издижу Алпи. Надморска висина града је око 580 m.

## Становништво
| 1971.  | 1981.  | 1991.  | 2001.  | 2011.  |
| ------ | ------ | ------ | ------ | ------ |
| 12.273 | 12.891 | 13.369 | 13.701 | 13.726 |

Данас је Блуденц град са око 14.000 становника. Последњих деценија број градског становништва се повећава.

## Галерија
- Долина Блуденца
- Римокатоличка Црква св. Лаврентија
- Старо језгро Блуденца
- Градска пошта

## Партнерски градови
- Плетенберг